# الدوري الهولندي الممتاز 1929–30
الدوري الهولندي الممتاز 1929–30 (بالهولندية: Nederlands landskampioenschap voetbal 1929/30)‏ هو الموسم 42 من الدوري الهولندي الممتاز. أشرف على تنظيمه الاتحاد الملكي الهولندي لكرة القدم، وكان عدد الأندية المشاركة فيه 50، وفاز فيه غو أهد إيغلز.